# Zbrodnia w Buszkowie
Zbrodnia w Buszkowie – seria egzekucji przeprowadzonych przez Niemców w październiku 1939 roku w lasach pod Buszkowem koło Koronowa. Z rąk funkcjonariuszy SS i bojówek Selbstschutzu śmierć poniosło tam około 150 mieszkańców Koronowa i pobliskich miejscowości.

## Powstanie obozu w Koronowie
Koronowo zostało opanowane przez oddziały Wehrmachtu 3 września 1939. W mieście i jego okolicach natychmiast uaktywniły się bojówki Selbstschutzu – paramilitarnej organizacji złożonej z przedstawicieli niemieckiej mniejszości narodowej zamieszkującej przedwojenne terytorium Rzeczypospolitej. Na czele koronowskiego Selbstschutzu stanął Joachim Otto, syn właściciela ziemskiego z Kotomierza. Przy pomocy żołnierzy Wehrmachtu oraz podążających w ślad za nimi funkcjonariuszy grup operacyjnych SD i policji bezpieczeństwa (Einsatzgruppen) podlegli mu miejscowi Niemcy przystąpili od razu do rozprawy z członkami polskiej elity politycznej, gospodarczej i intelektualnej. Rozpoczęły się masowe aresztowania. Miejscowi Niemcy regulowali przy tym wiele zadawnionych sąsiedzkich sporów i porachunków, jak również korzystali z okazji do zagarnięcia mienia zatrzymanych Polaków. Z zeznań świadków wynika, iż aresztowań wśród mieszkańców Koronowa dokonywała zwykle ta sama dwójka Niemców, z których jeden był ubrany w zielony mundur, a drugi był cywilem. W tym ostatnim rozpoznano miejscowego Niemca, Horsta Bakarinowa.
Aresztowanych przez władze okupacyjne Polaków umieszczano w celach przedwojennego więzienia w Koronowie, znajdującego się na terenie XIV-wiecznego klasztoru cystersów. Na dzień przed zajęciem miasta przez Wehrmacht koronowski zakład karny został opuszczony przez strażników, uciekło również wielu więźniów. Na miejscu pozostali jedynie skazańcy z niewielkimi wyrokami, którzy obawiali się, że ucieczka spowoduje wydłużenie czasu odbywania kary. Niemcy pozostawili ich w celach więzienia. Później do koronowskiego zakładu karnego zaczęli trafiać obywatele miasta Koronowa aresztowani z przyczyn politycznych.
Więzienie w Koronowie pełniło w tym czasie funkcję obozu dla internowanych osób cywilnych (Zivilinternierungslager). Jednorazowo przebywało w nim zwykle około 90 Polaków. Na trzecim piętrze przetrzymywano aresztowanych polskich nauczycieli, podczas gdy na czwartym – 44 przedwojennych policjantów. Początkowo funkcję strażników pełnili żołnierze Wehrmachtu, lecz już 7 września nadzór nad obozem przejęli funkcjonariusze Einsatzgruppen. Najpierw byli to członkowie Sonderkommando należącego do podążającej za oddziałami niemieckiej 4. Armii tzw. Einsatzgruppe IV. Po opuszczeniu przez ten oddział terenów Pomorza ich miejsce zajęli funkcjonariusze gdańskiego Einsatzkommando 16.

## Egzekucje pod Buszkowem
Jesienią 1939 r. okupowane tereny Pomorza stały się areną niezwykle krwawej rozprawy z przedstawicielami polskiej inteligencji, którą nazistowskie władze obarczały winą za politykę polonizacyjną prowadzoną na tych ziemiach w okresie dwudziestolecia międzywojennego oraz traktowały jako najpoważniejszą przeszkodę na drodze do szybkiego i trwałego przekształcenia polskiego Pomorza w niemieckie Prusy Zachodnie. Między wrześniem 1939 a wiosną 1940 Niemcy zamordowali w ramach tzw. Intelligenzaktion od 30 do 40 tysięcy Polaków – przedstawicieli elity intelektualnej narodu.
Masowe mordy nie ominęły również Koronowa. Od samego początku w tamtejszym obozie dla internowanych funkcjonowała specjalna trzyosobowa komisja, która przesłuchiwała więźniów i decydowała o ich losie. W skład komisji wchodzili: naczelnik więzienia, prokurator nazwiskiem Schultz (obaj przybyli z Bydgoszczy) oraz Steckmann – właściciel majątku ziemskiego w pobliskiej Stopce. Ich celem było jak najszybsze opróżnienie przepełnionego koronowskiego więzienia. Decyzją komisji część więźniów została zwolniona, a część skazana na śmierć. Tych ostatnich wywożono w rejon pobliskiego Buszkowa (na północny zachód od Koronowa), gdzie rozstrzeliwano ich w rowach strzeleckich, które w tamtejszych lasach wykopali we wrześniu 1939 żołnierze Wojska Polskiego.
Z relacji świadka tych wydarzeń, Antoniego Karowskiego, wynika, że masowe mordy w Buszkowie miały miejsce między innymi 5 i 6 października. Skazańców przywożono na miejsce straceń samochodem ciężarowym, na którego drzwiach widniał napis „Młyn w Przechowie”. Stanowi to pośredni dowód, iż egzekucje nadzorowali funkcjonariusze bydgoskiej ekspozytury Einsatzkommando 16, gdyż tym samym samochodem wywożono na śmierć więźniów bydgoskiego obozu dla internowanych, ulokowanego w koszarach 15. pułku artylerii lekkiej przy ulicy Gdańskiej. Skazanych na śmierć wyprowadzano z samochodu grupkami po kilka, kilkanaście osób, po czym prowadzono nad rowy strzeleckie i tam rozstrzeliwano. W skład plutonów egzekucyjnych wchodzili zwykle członkowie Selbstschutzu.
Włodzimierz Jastrzębski ocenia liczbę rozstrzelanych w Buszkowie na co najmniej 114 osób, opierając się przy tym na wynikach powojennych ekshumacji. Wśród zamordowanych znaleźli się wszyscy więźniowie kryminalni (potraktowani przez Niemców jako element aspołeczny) oraz trzynastu przedstawicieli tzw. „polskiej warstwy przywódczej” (wśród zabitych znalazł się m.in. sołtys z Samociążka, Bernard Ziółkowski). Z kolei według innych źródeł, w Buszkowie zginęło 106 więźniów kryminalnych oraz kilkunastu więźniów politycznych.

## Zbrodnia w Srebrnicy
Głośnym echem odbiła się również inna zbrodnia popełniona przez Selbstschutz pod Koronowem. 26 października 1939 Niemcy aresztowali 12 szanowanych obywateli Koronowa – m.in. burmistrza Maksymiliana Talaśkę, Wiktora Golnika i Stefana Kortza – członków Polskiego Związku Zachodniego (ten ostatni był również byłym powstańcem wielkopolskim) oraz kilku kupców i rzemieślników – których wezwano na posterunek żandarmerii celem rzekomego przesłuchania. W rzeczywistości wywieziono ich jeszcze tego samego dnia do pobliskiego lasu w Srebrnicy i tam zamordowano. W egzekucji udział wzięli między innymi: szef koronowskiego Selbstschutzu – Joachim Otto, nauczyciel Wilhelm Aswald, piekarz Kurt Brunk oraz Willi Bigalke.

## Epilog
Egzekucje w lasach pod Koronowem ustały wraz z końcem października 1939. Liczbę Polaków zamordowanych w okolicach Koronowa jesienią 1939 autorzy monografii nt. historii miasta oceniają na około 150. W listopadzie obóz dla internowanych przeszedł pod jurysdykcję ministerstwa sprawiedliwości Rzeszy. 15 listopada 1939 przywieziono do Koronowa pierwszą grupę Polaków skazanych przez bydgoski sąd specjalny. Od tej pory w Koronowie zaczęło funkcjonować regularne niemieckie więzienie (Zuchthaus). Przebywało w nim wówczas 95 osadzonych. Do połowy stycznia 1940 tych więźniów, których aresztowano wcześniej w ramach Intelligenzaktion, wywieziono do obozów koncentracyjnych – Dachau, Mauthausen-Gusen i Stutthofu.
Jesienią 1944, w ramach akcji zacierania śladów zbrodni, Niemcy wykopali, wywieźli i spalili zwłoki zamordowanych w Srebrnicy Polaków. Ciała 114 zamordowanych w Buszkowie udało się natomiast odnaleźć podczas ekshumacji przeprowadzonej 14 kwietnia 1948. Po wojnie miejsca straceń upamiętniono.